# Літокарпус

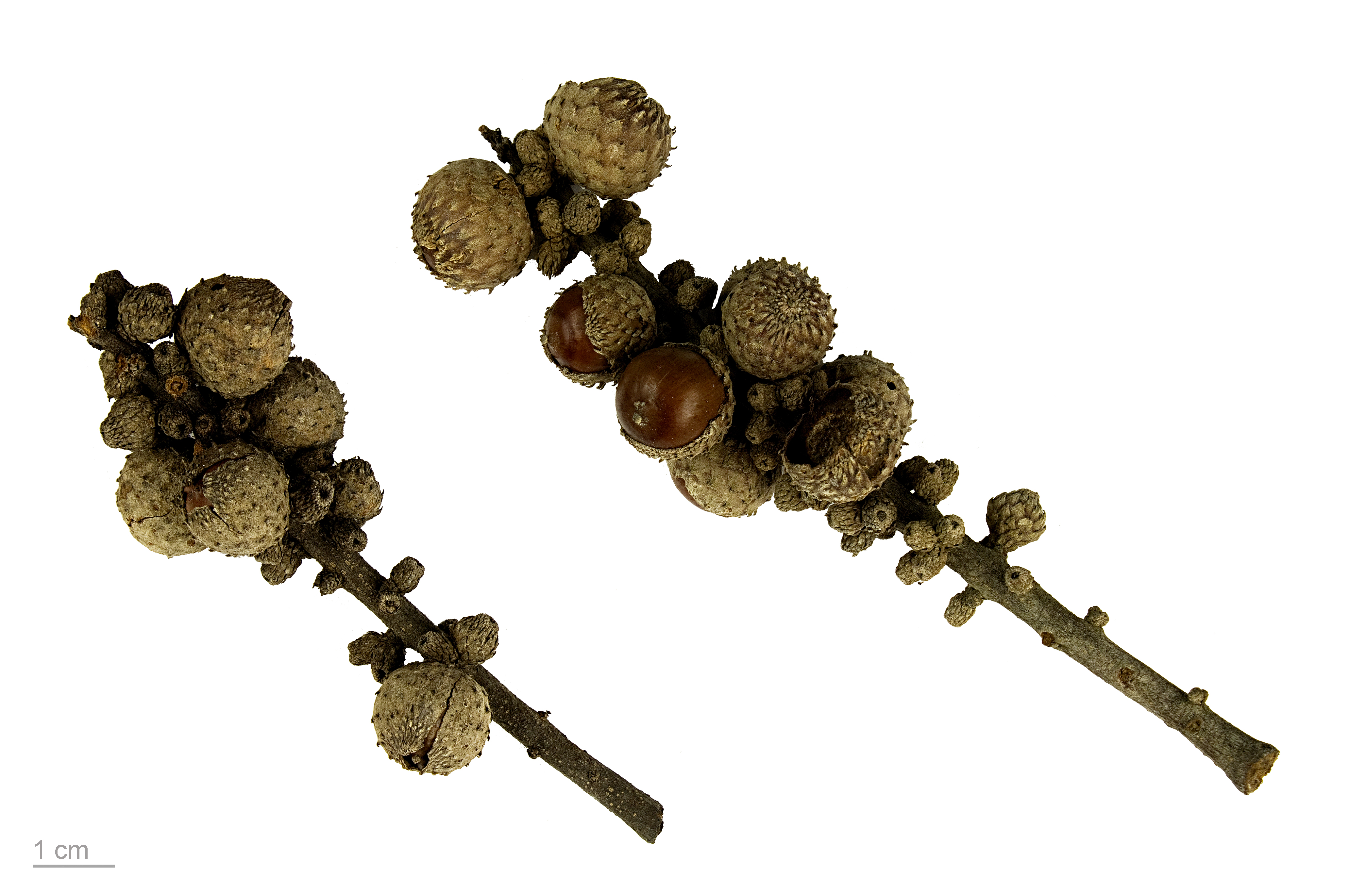
Lithocarpus sp. — Тулузький музей

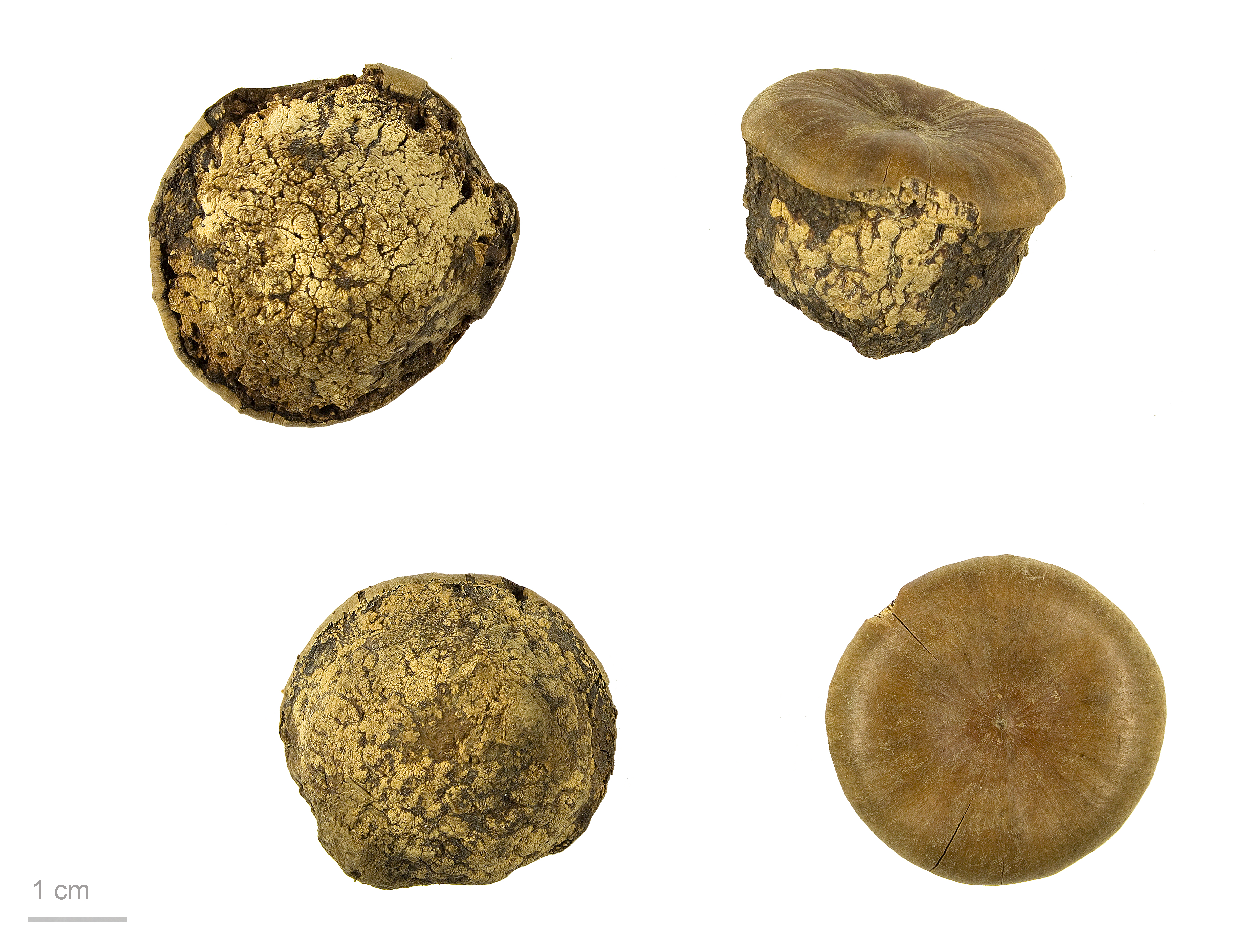
Lithocarpus sp. — Тулузький музей

Літокарпус (Lithocarpus) — рід вічнозелених дерев середніх розмірів родини букових (Fagaceae), деякі з яких досягають значної висоти (до 45 м), рідше — чагарники висотою 1–3 м, звичайно з глибоким і розгалуженим стрижневим коренем.
Близько 250 видів літокарпусів поширені в тропічних, субтропічних, рідше в помірних широтах Гімалаїв, Східної Азії та гірських поясах Південно-Східної Азії — від рівня моря до висоти 3000 м (від Непалу до Корейського півострова, Японії, острова Тайвань, Індокитаю, Філіппін і Нової Гвінеї; один вид літокарпус густоквітковий — L. densiflora — на заході США).
Листя літокарпусів товсте, шкірясте, з цілими краями або дрібнозубчасте, середніх розмірів, але іноді дуже велике (у деяких видів до 35–45 см), завжди із розвинутими черешками, у великолистих форм іноді дуже товстими (до 8 мм). Квітки розвиваються на жорстких вертикальних або косих спеціалізованих пагонах, що виходять з пазух верхніх листків вегетативних пагонів. Є 4 типи суцвіть — чоловічі (в нижній частині пагона), жіночі, двостатеві (з жіночими квітками біля основи, чоловічими — у верхівки) і змішані (чоловічі квітки розташовуються по черзі на осі), у більшості видів спостерігається поєднання обох статей (верхніх) і чоловічих (нижніх) суцвіть. Чоловічі квітки поодинокі або частіше зібрані в 3–24-квіткові дихазіальних груп, з 6–12 тичинками на подовжених нитках, пиляки прикріплені до ниток спинками, з рудиментарним гінецеєм (іноді навіть з 3 нефункціональними стовпчиками). Жіночі діхазії одноквіткові, у багатьох видів вони зібрані в дихазіальні групи вищого порядку (по 2–24) і мають відповідні приквітки. Жіночі квітки мають 3-членну 2-кругову оцвітину, частки якої шкірясті, з 10–12 стамінодіями, 3–6-гніздовою зав'яззю і 3–6 циліндричними стовпчиками, рильця термінальні, точкоподібні. У деяких малезійських видів стамінодії добре розвинені.
Цвітіння літокарпуса зазвичай відбувається навесні. У тропіках Малезії сезон цвітіння настає безпосередньо за самим сухим місяцем року: на Молуккських островах — у березні–квітні, на острові Ява — у липні — серпні. Запилення у всіх видів, як це видно по формі дрібного термінального точкоподібного рильця, проводиться переважно комахами — дрібними мухами, бджолами і жуків, що поїдають пилок. Дозрівання плодів у тропічних видів відбувається через 6 місяців після цвітіння. Цвітіння і плодоношення у багатьох видів відбувається щорічно, у деяких — дуже нерегулярно. Проростання жолудів підземне, і в сприятливих умовах температури і вологості відбувається протягом 1–2 тижнів після їх опадання.
Більшість видів літокарпуса мають великі, важкі плоди, які не можуть розноситися вітром; в їх розповсюдженні важливу роль відіграють вивірки, для яких вони є суттєвим видом корму. У деяких сприятливих для зростання цих дерев районах тропічної Азії, де немає вивірок (наприклад, у гірських лісах острова Суматра вище 1500 м), літокарпус не трапляється. Деяке значення в поширенні плодів відіграють птиці, переносять їх іноді на значну відстань, а також річки — злегка підсохлі плоди якийсь час не тонуть у воді.
Деревину літокарпуса використовують для будівництва будинків, виготовлення меблів, возів, деталей рисових млинів, для всякого роду столярних робіт, для залізничних шпал. Деякі види дають дуже міцну, тверду деревину, але в умовах тропіків вона легко пошкоджується термітами, деревина лише небагатьох видів стійка до цих комах. Деревина єдиного каліфорнійського виду — літокарпуса густоквіткового, хоча і тверда, але ламка і використовується головним чином на паливо. Кора багатьох видів містить багато танінів. Таніни є в значних кількостях і в плюсках. Жолуді багаті крохмалем і рослинними оліями, і після висушування, коли вони значною мірою втрачають терпкий присмак, їх використовує в їжу місцеве населення (у Японії, Китаї, Індокитаї і Малезії).

## Деякі види

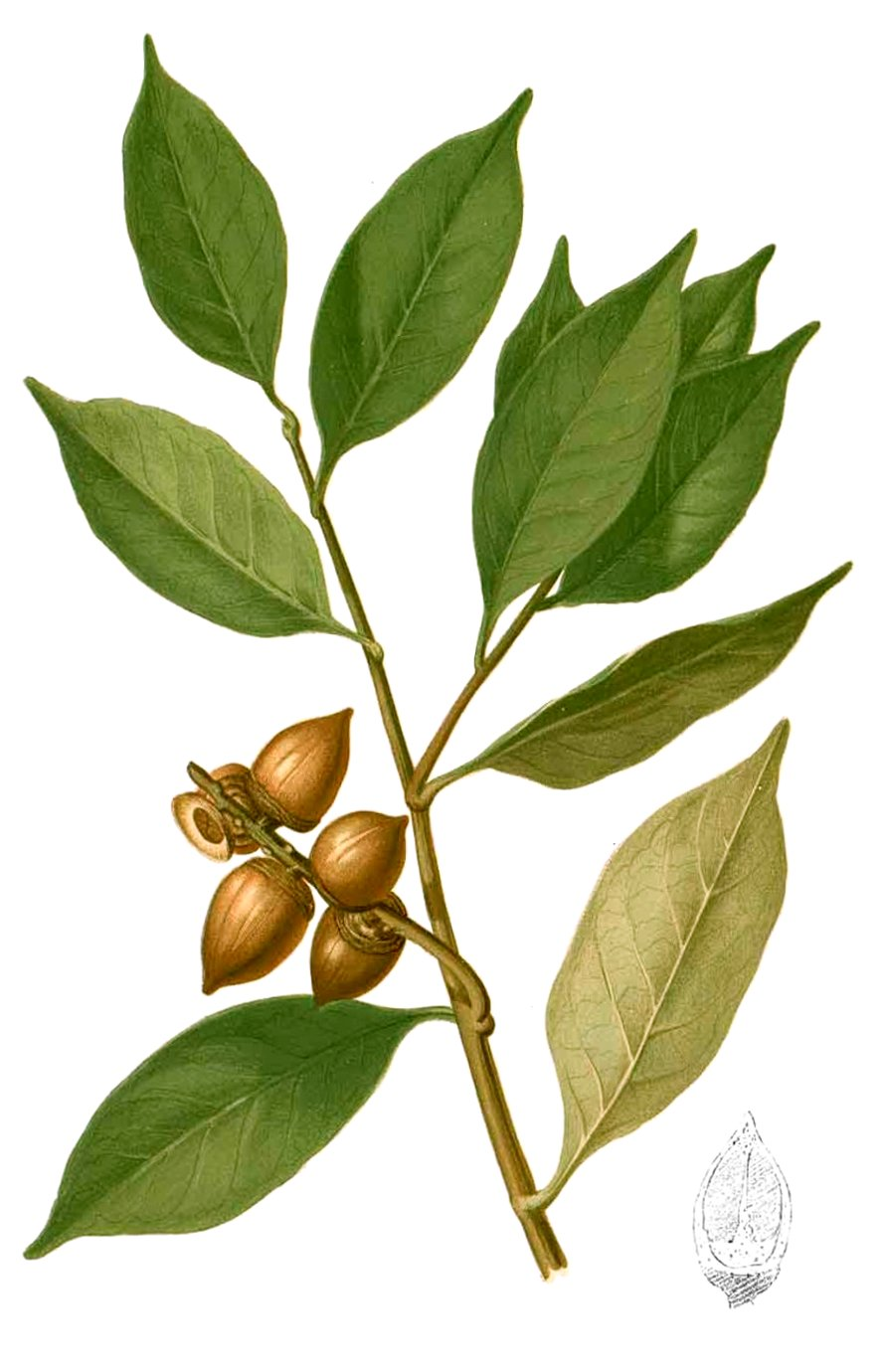
Lithocarpus pseudoreinwardtii

- Lithocarpus burkillii
- Lithocarpus cleistocarpus
- Lithocarpus crassinervius
- Lithocarpus curtisii
- Lithocarpus densiflorus
- Lithocarpus dodonaeifolius
- Lithocarpus edulis
- Lithocarpus erythrocarpus
- Lithocarpus formosanus
- Lithocarpus glaber
- Lithocarpus hancei
- Lithocarpus hendersonianus
- Lithocarpus henryi
- Lithocarpus indutus
- Lithocarpus javensis типовий
- Lithocarpus kingianus
- Lithocarpus kingii
- Lithocarpus kostermansii
- Lithocarpus kunstleri
- Lithocarpus maingayi
- Lithocarpus neorobinsonii
- Lithocarpus ovalis
- Lithocarpus pachyphyllus
- Lithocarpus platycarpus